# Кабиця

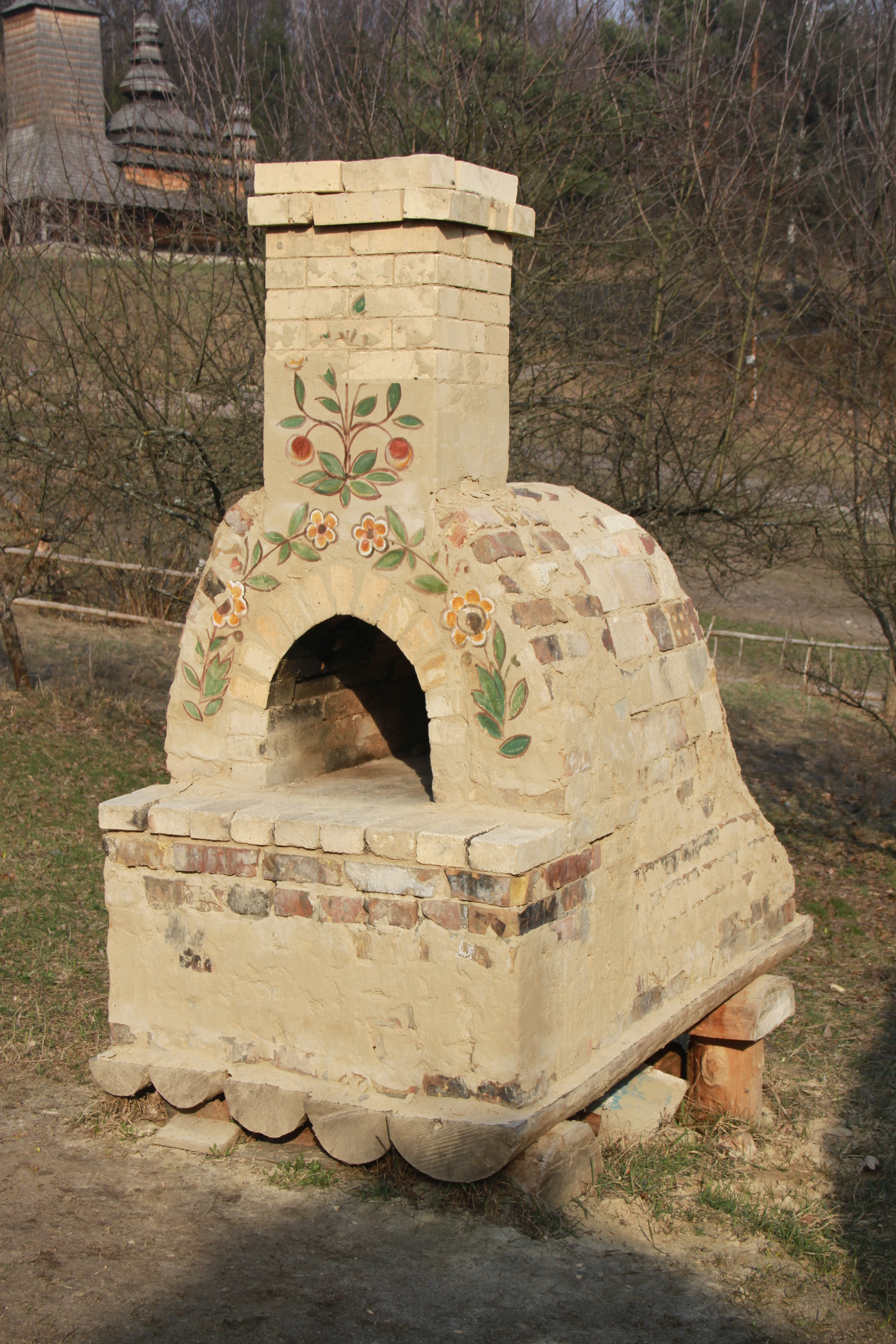
Надвірна піч з села Медведівці Закарпатської області. Музей у Пирогові.

Каби́ця — українська відкрита літня кухня (піч) у дворі або в садку. Кабицею називалася також земляна піч, а також допоміжна піч у сінях.
У найпримітивнішій формі кабиця являє собою похилу горизонтальну нору, що сполучує нижню частину викопаної ями з поверхнею (полінезійське багаття або багаття дакота). На дні ями розводять вогонь, підкладаючи в нього паливо через нору, а на верхній отвір ставлять посуд. Ця кабиця також називалася польовою, бо вона використовувалася для розкладання багать у польових умовах, наприклад, на пасовищах. Кабиці влаштовувалися і в сінях хат, у найпростішому варіанті їх робили так само, як польові (іноді з двома верхніми отворами), у складніших їх складали з глини за зразок маленьких печей, розташовуючи їх під димарем-бовдуром. На півдні України в XIX столітті кабиці влаштовували поза хатою, на дворі. Використовування літніх кухонь уможливлювало уникнути неминучих літньої пори хатньої духоти і скупчення мух.
У гончарів кабицею називалася кругла чи чотирикутна яма, де поміщалася гончарна піч.